# Leopoldyna von Sternberg
Maria Leopoldyna Walburga Ewa von Sternberg (ur. 11 grudnia 1733 w Wiedniu, zm. 27 czerwca 1809 w Feldsbergu) – księżna Liechtensteinu poprzez małżeństwo z Franciszkiem Józefem I (Księstwo Liechtenstein było wówczas członkiem Świętego Cesarstwa Rzymskiego. Pozostawało nim do 1806, kiedy weszło w skład Związku Reńskiego).
Urodziła się jako córka hrabiego Franza Philippa von Sternberg 1708–1786) i jego żony hrabiny Marii Eleonore Leopoldiny von Starhemberg (1712–1800). 6 lipca 1750 poślubiła w Feldsbergu przyszłego księcia Liechtensteinu Franciszka Józefa I. Monarchą został on po śmierci swojego stryja księcia Józefa I Wacława 10 lutego 1772. Para miała ośmioro dzieci:
- księcia Józefa (1752–1754),
- księżniczkę Leopoldynę (1754-1823),
- księżniczkę Antoninę (1756–1821),
- księcia Franciszka (1758–1760),
- Alojzego I (1759–1805), kolejnego księcia Liechtensteinu
- Jana I, (1760–1836), również przyszłego księcia Liechtensteinu
- księcia Filipa (1762–1802),
- księżniczkę Marię Józefinę (1768–1845)